# Morbio Inferiore
Morbio Inferiore est une commune suisse du canton du Tessin, située dans le district de Mendrisio.

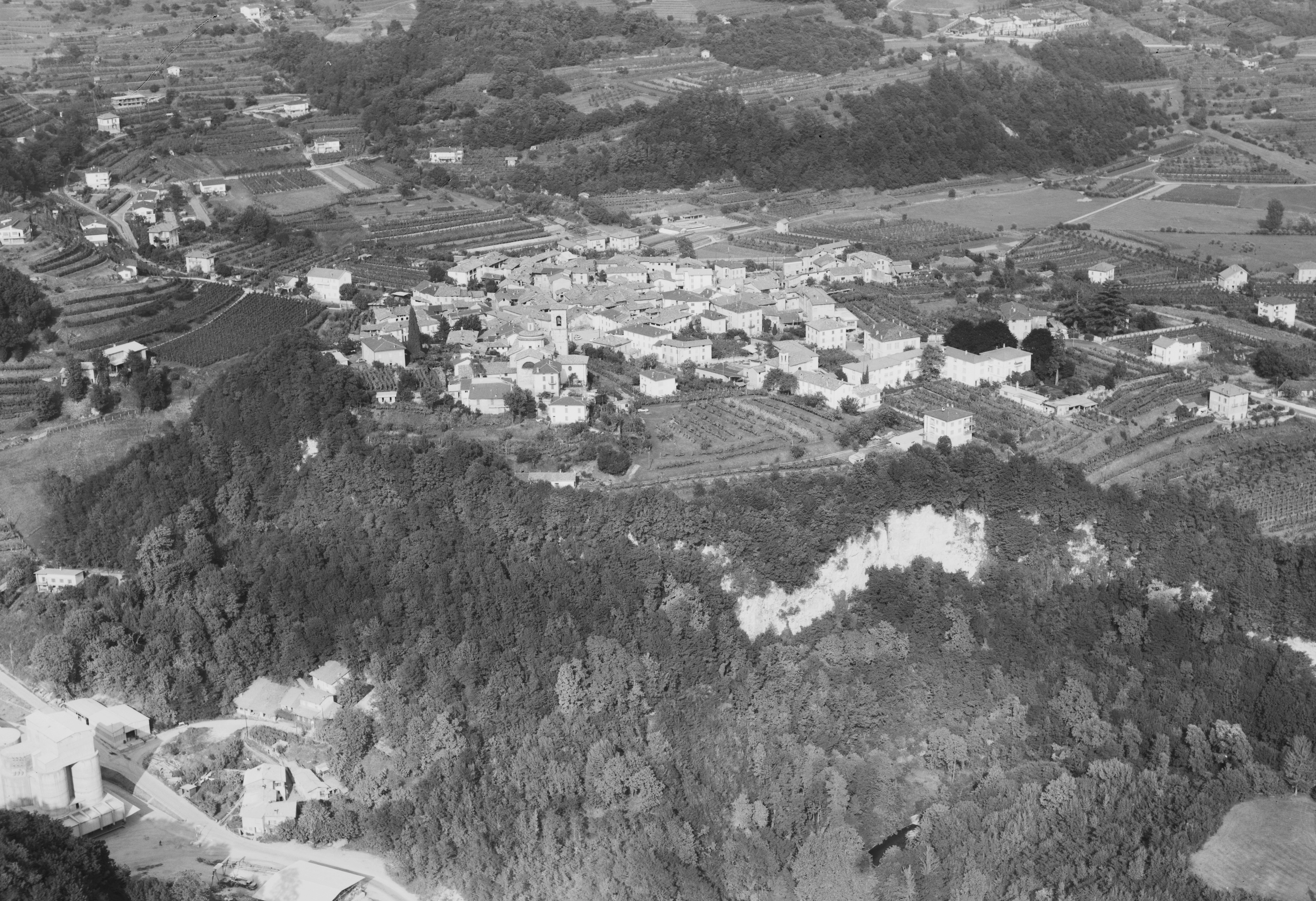
Photo aérienne (1964)

## Voir également
- Gorges de la Breggia